# Cancer du béton

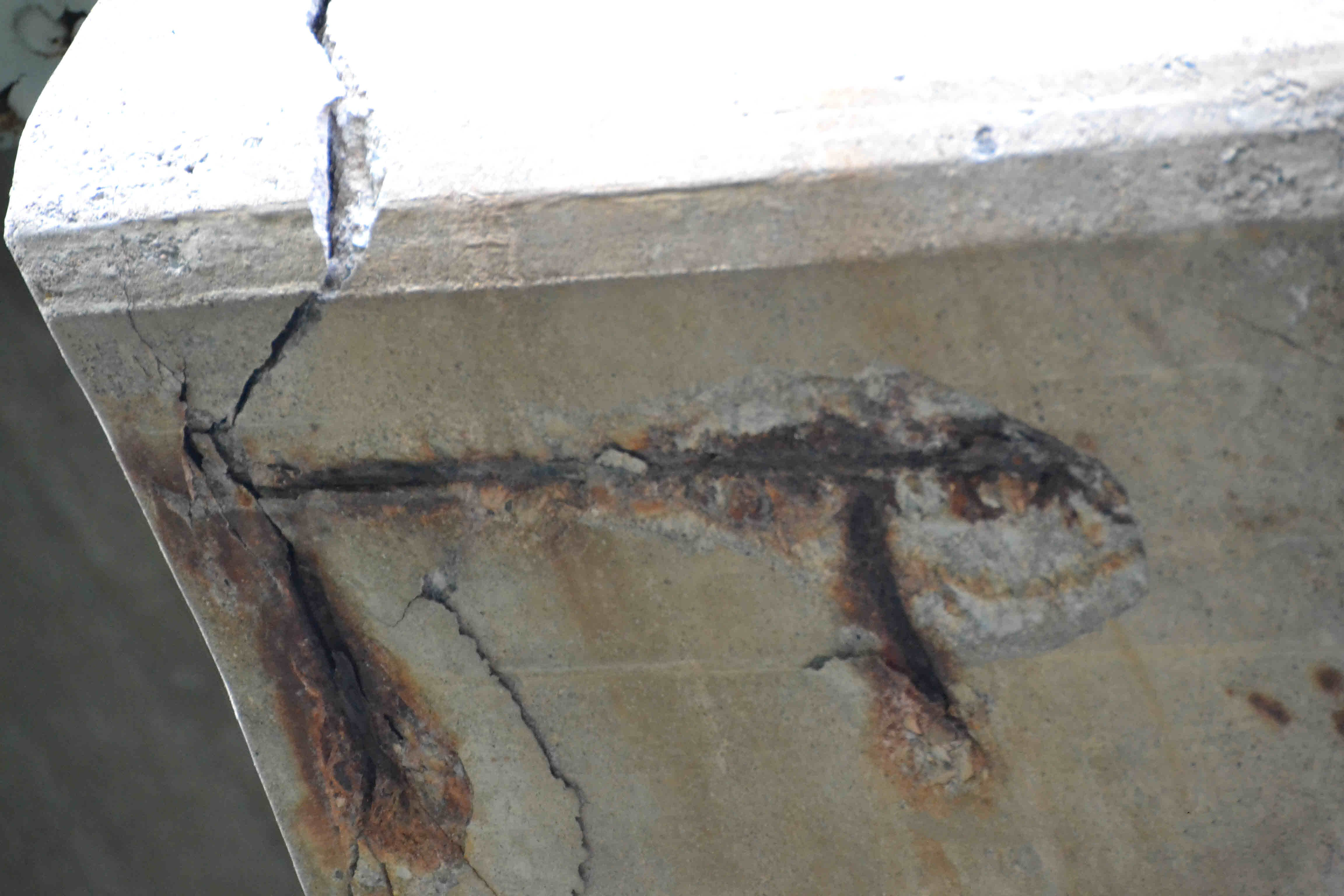
Cancer du béton : lorsque le front de carbonatation atteint l'armature métallique, celle-ci est atteinte de rouille, ce qui fait augmenter le volume de l'acier, faisant l'éclatement du béton d'enrobage, ce qui provoque des délaminations, ou comme ici des épaufrures qui mettent à nu les armatures oxydées.

Le cancer du béton est une dégradation du béton armé ou du béton précontraint,, causée par la présence de contaminants ou des conditions atmosphériques humides. Elle se traduit par la corrosion des aciers dans le béton et un certain nombre de défaillances concrètes, notamment la carbonatation du béton ou la réaction alcali-granulat, qui provoquent une diminution des propriétés mécaniques du béton et/ou son gonflement caractéristique, pouvant aller jusqu'à l'éclatement.